# Holubov
Obec Holubov se nachází v okrese Český Krumlov v Jihočeském kraji, v Chráněné krajinné oblasti Blanský les, zhruba 9 km severně od Českého Krumlova a 15 km jihozápadně od Českých Budějovic. Žije zde přibližně 1 100 obyvatel.
Železniční stanice v Holubově je výchozím cílem pro pěší turisty směřující k vrcholu hory Kleť (1 087 m n. m.), kterou je možné zdolat po některé z turistických stezek a nebo vyjet lanovkou z Krasetína. Nedaleko vsi se rozkládá ruina středověkého hradu Dívčí kámen a historicky neopominutelné jsou pozůstatky keltského oppida v Třísově.

## Místní části
- Holubov
- Krasetín
- Třísov

## Historie
První písemná zmínka o obci pochází z roku 1379.
| 1869 | 1880 | 1890 | 1900 | 1910 | 1921 | 1930 | 1950 | 1961 | 1970 | 1980 | 1991 | 2001 | 2011 |
| ---- | ---- | ---- | ---- | ---- | ---- | ---- | ---- | ---- | ---- | ---- | ---- | ---- | ---- |
| 769  | 882  | 974  | 1076 | 1173 | 1161 | 1138 | 945  | 998  | 957  | 895  | 867  | 943  | 1020 |

### Adolfov
Roku 1841 zde založil Jan Adolf II. Schwarzenberg železárny s vysokou pecí a část vsi u Křemžského potoka byla přejmenována na Adolfov. Poté, co byly vyčerpány místní chudé zásoby železné rudy, byly železárny v roce 1850 přestavěny na pilu a výrobnu nábytku. Roku 1945 byl založen závod na výrobu kartonů a etiket Artypa. V současnosti se tato část vsi jmenuje Planinka.

## Pamětihodnosti
- Železniční most Želnavské dráhy přes Křemžský potok na trati č. 194 České Budějovice – Černý Kříž
- Vodní mlýn v údolí Křemžského potoka
- Adolfská železárna
- Oppidum Třísov
- Památník hudebního skladatele Karla Kovařovice
- Pomník  padlých  v  první  světové  válce; jsou na  něm uvedena jména 12 občanů z Holubova, 21 občanů z Krásetína a  8  občanů z  Třísova[6]
- Pomník obětem nacismu; jsou na něm jména 9 holubovských občanů[6]

### Pamětihodnosti v okolí Holubova
- Zřícenina Dívčí kámen v katastrálním území Mříč (obec Křemže)[7]
- Rozhledna a chata na Kleti v katastrálním území Chlum u Křemže (obec Křemže)[8]
- Hvězdárna Kleť
- Výklenková kaple Panny Marie Bolestné v Třísově (1771)

## Chráněné části přírody
- Přírodní rezervace Holubovské hadce v katastrálních územích Holubov a Třísov
- Přírodní rezervace Bořinka v katastrálním území  Holubov
- Přírodní památka Horní luka v katastrálním území  Holubov
- Přírodní památka Vltava u Blanského lesa v katastrálním území Třísov

## Galerie

Holubov
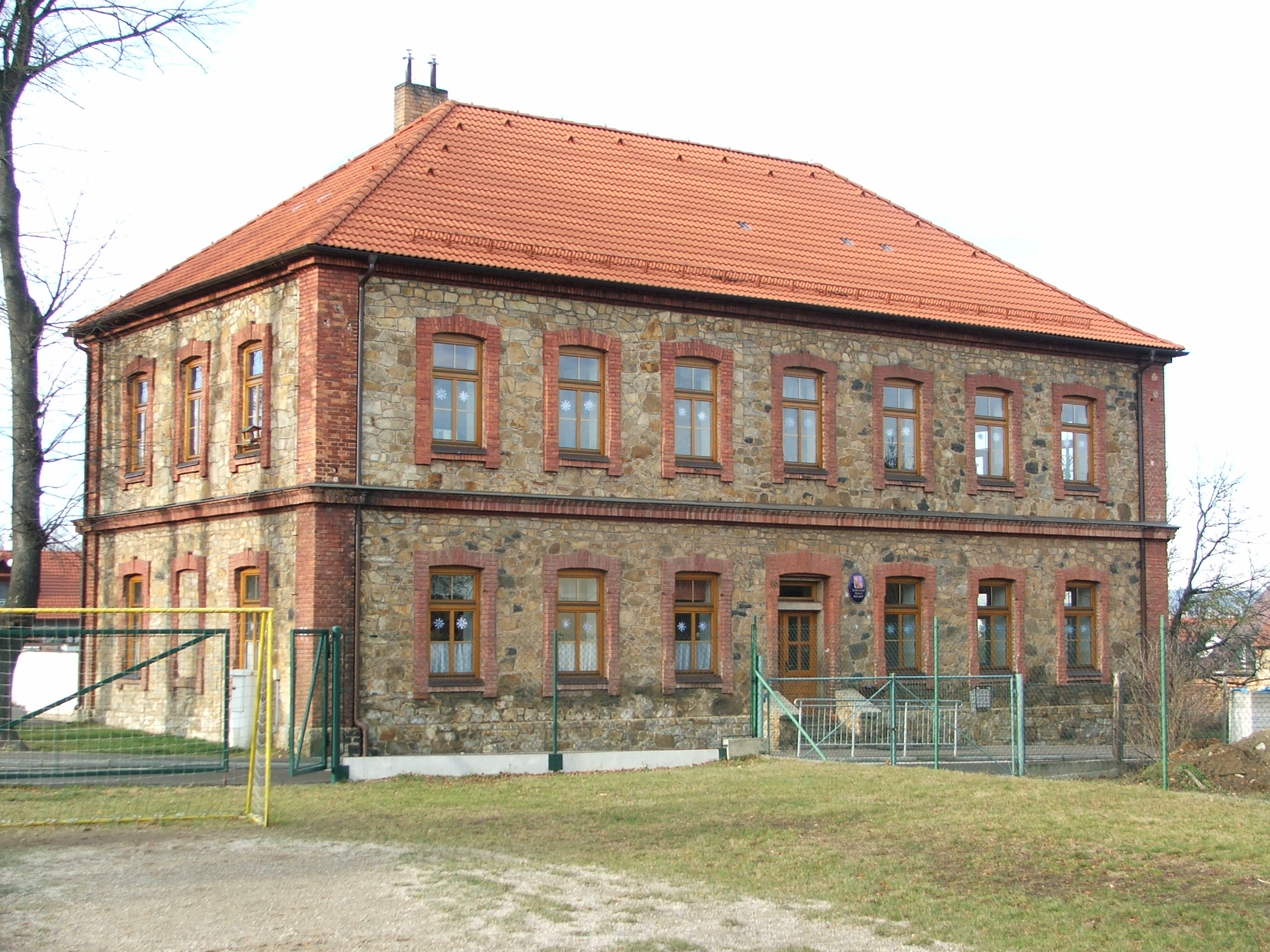
Škola v Holubově
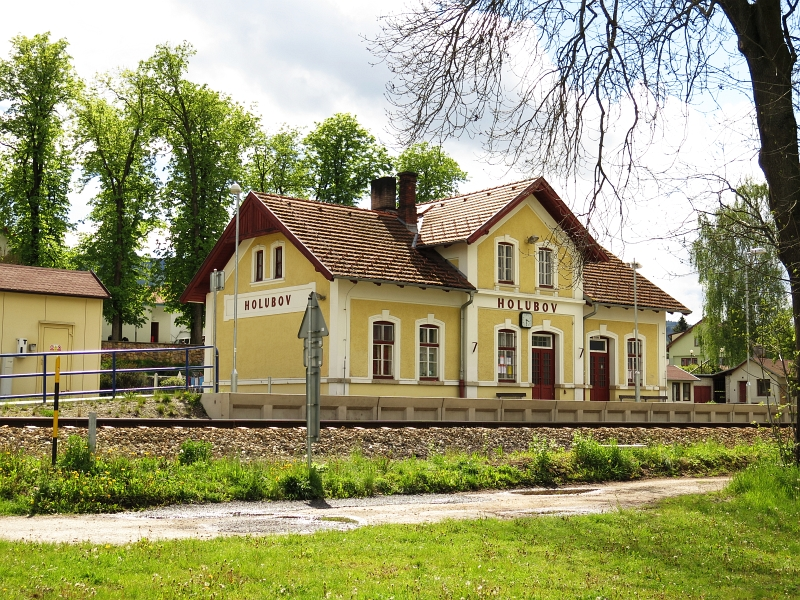
Nádraží
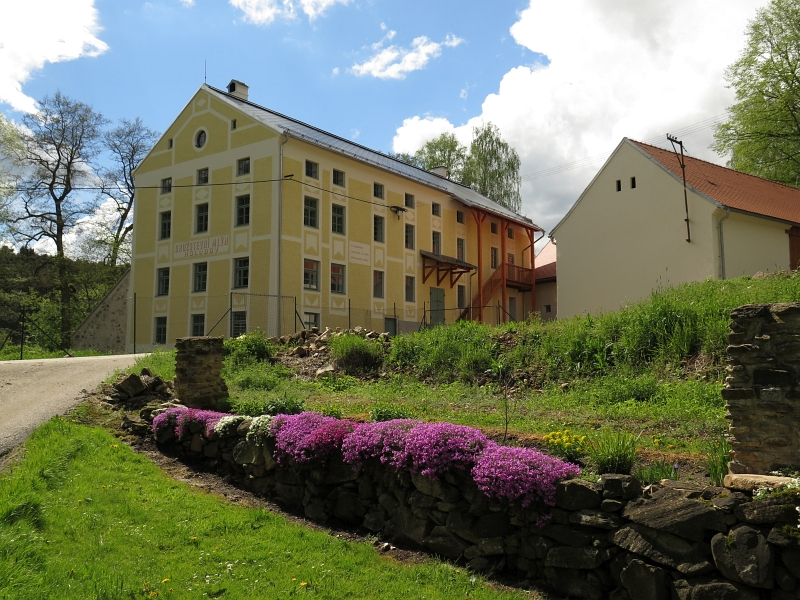
Vodní mlýn
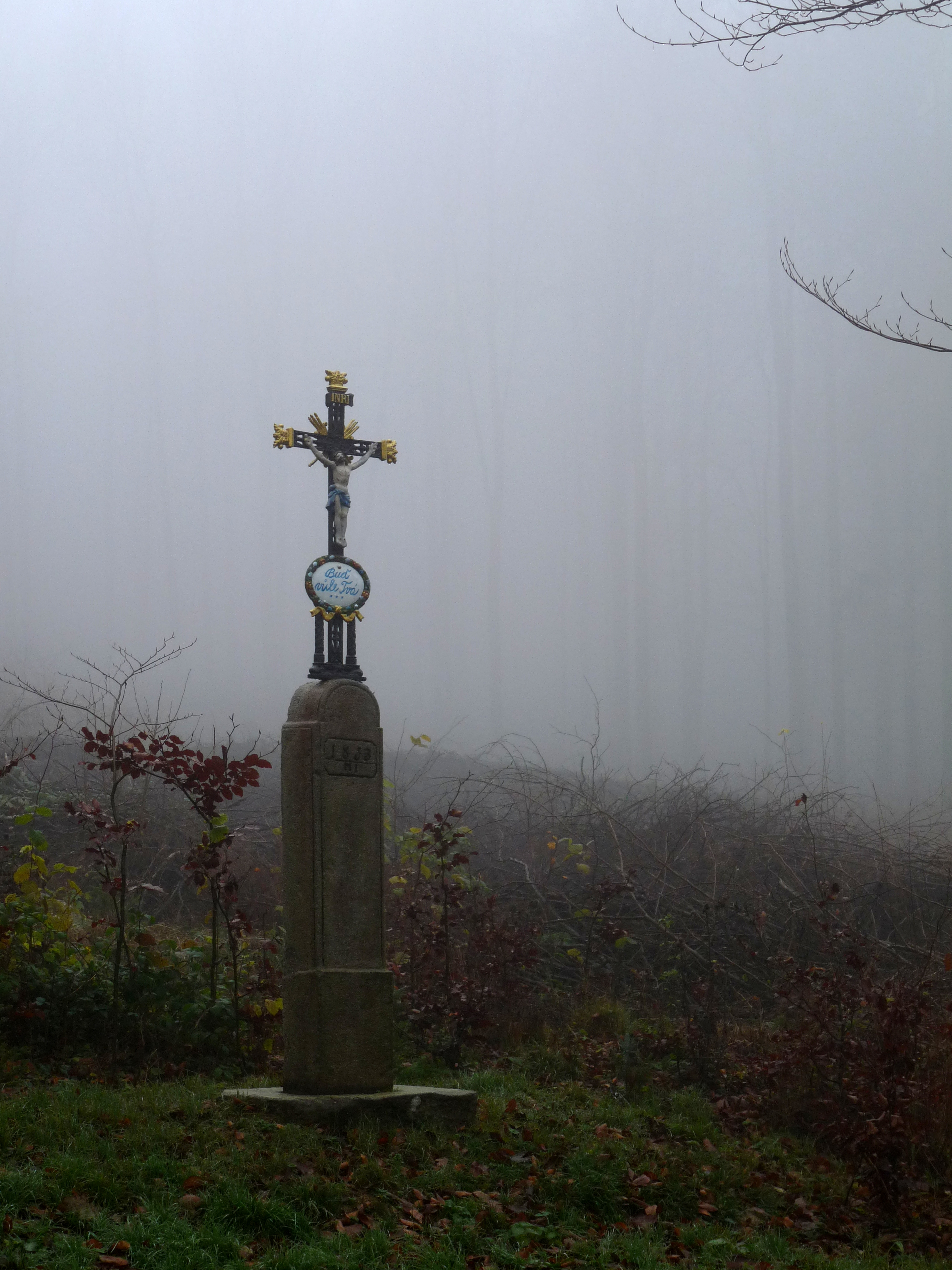
Na cestě z Holubova
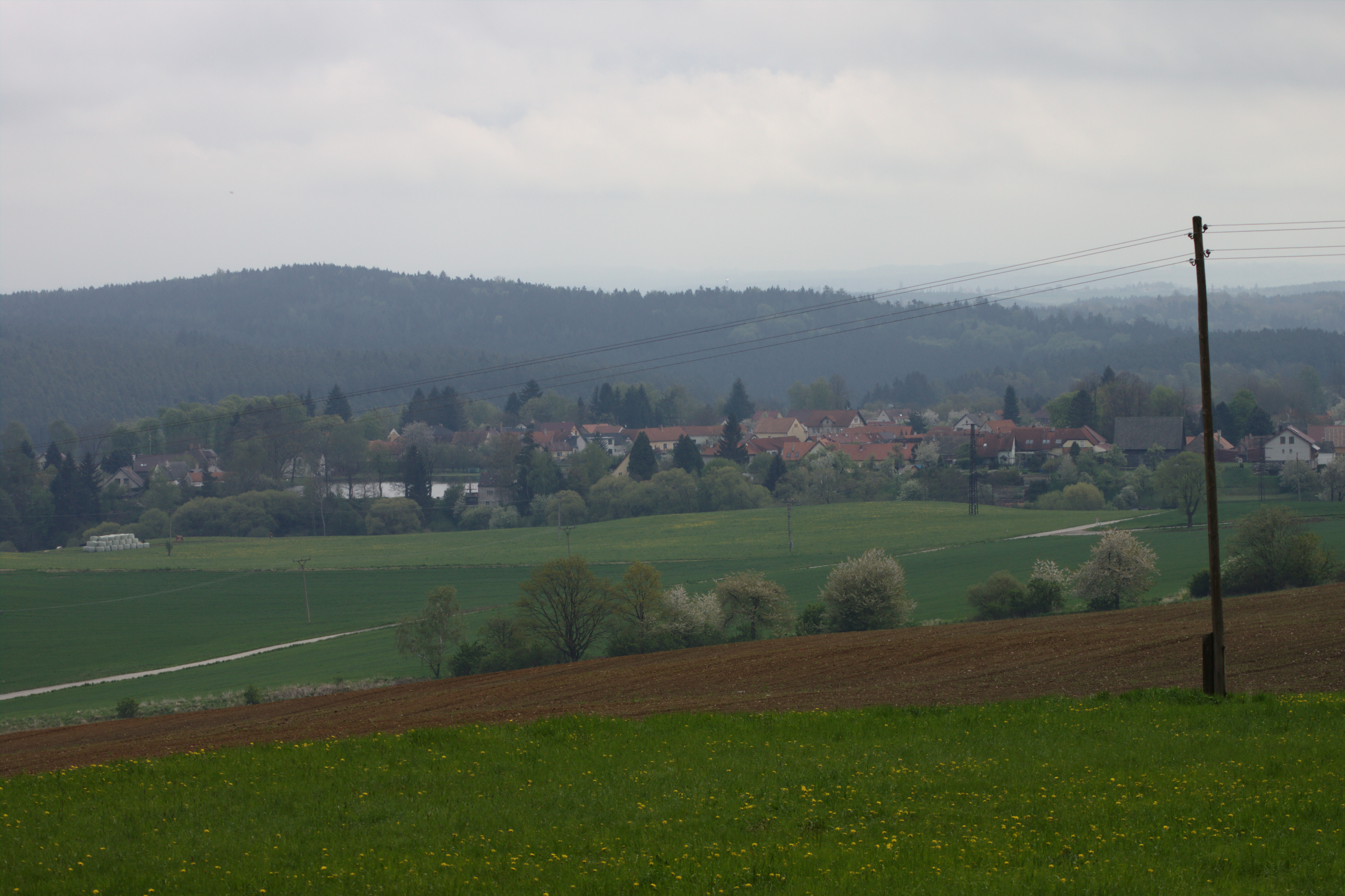
Z dálky
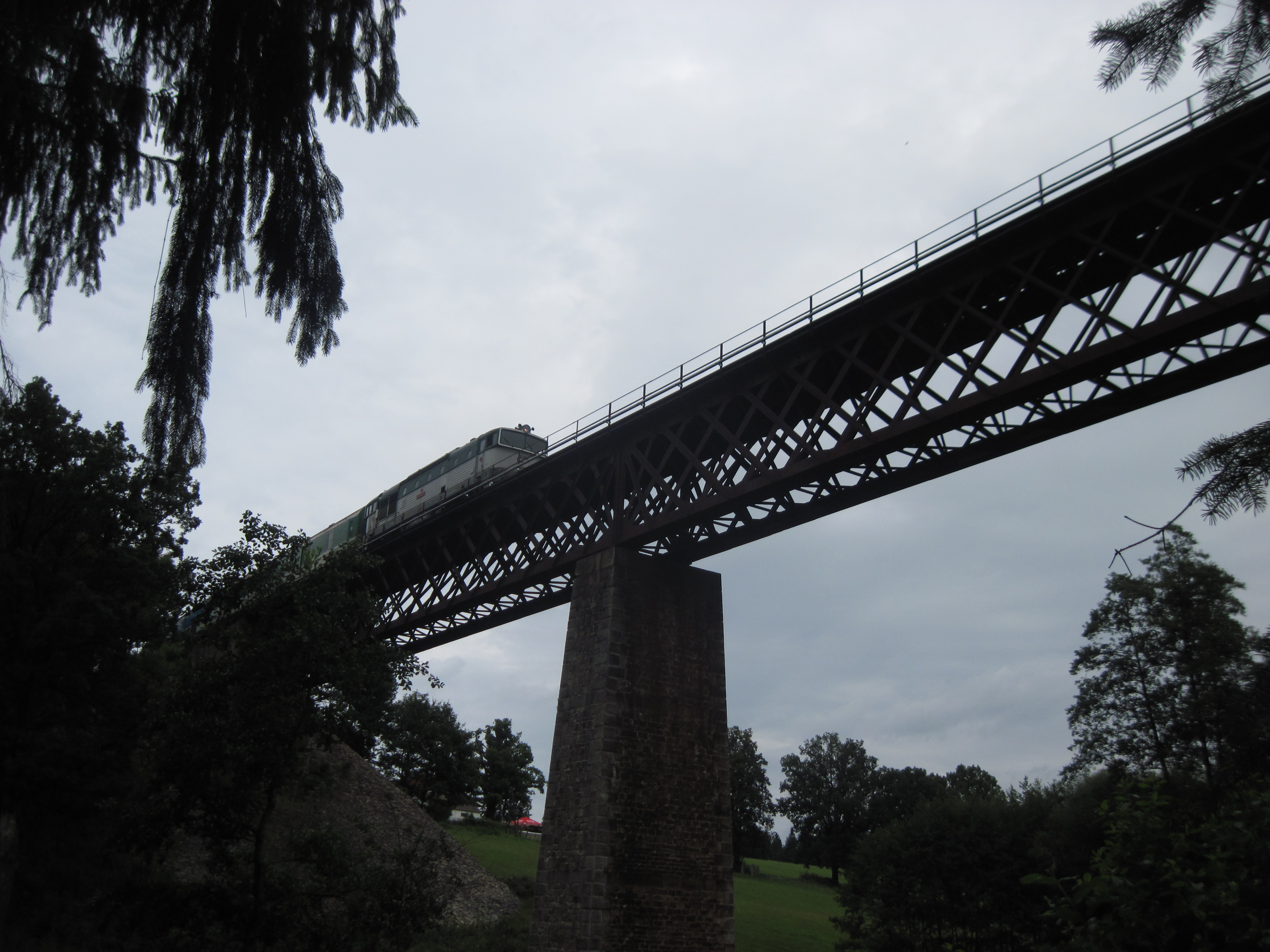
Železniční most
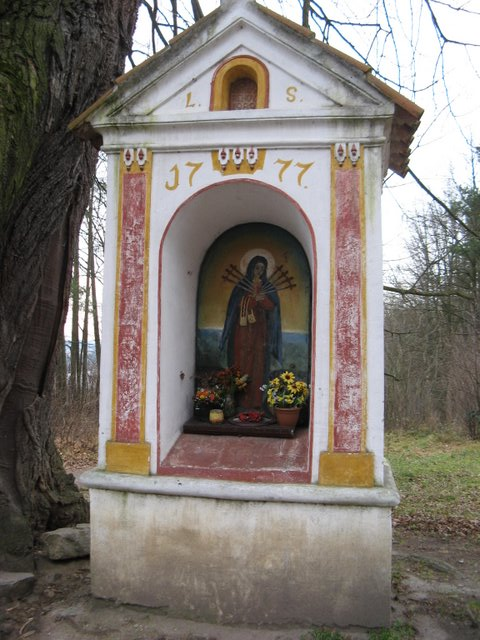
Kaplička
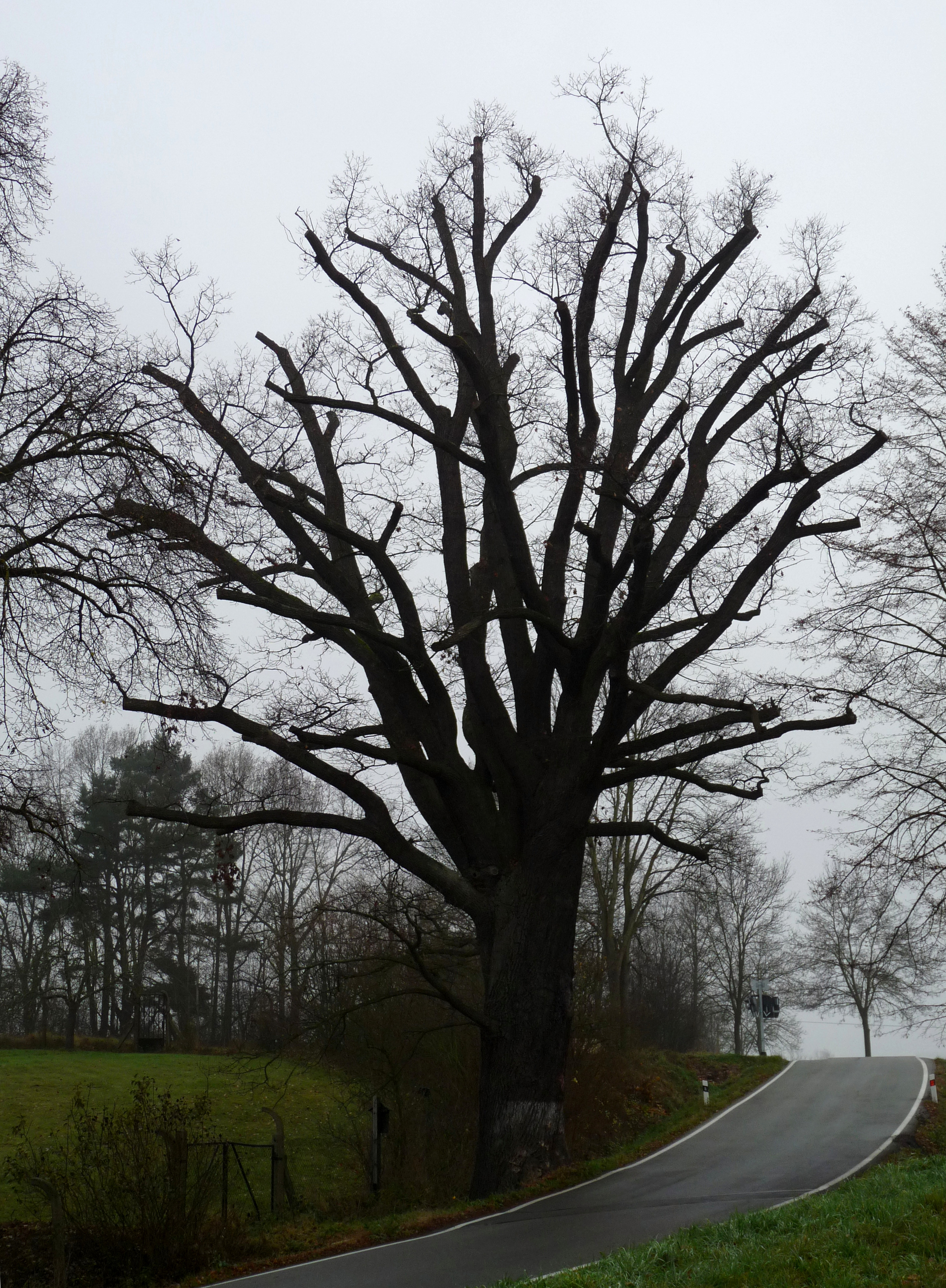
Památný dub